# Enric IV de França
Enric IV de França i III de Navarra (Pau, 1553 - París, 1610) fou rei de Navarra, comte de Foix i Bigorra, vescomte de Bearn i Marsan (1572-1610), rei de França (1589-1610) i copríncep d'Andorra (1562-1610).

## Orígens familiars
Va néixer a Pau el 1553 i fou fill d'Antoni de Borbó i de la reina Joana III de Navarra. Era net per línia paterna del duc Carles IV de Borbó i Françoise d'Alençon, i per línia materna del rei Enric II de Navarra i Margarida d'Angulema. Fou criat seguint les doctrines calvinistes.

## El problema religiós
El 1569, amb tan sols 16 anys, va ser escollit cap del partit protestant després de la mort del seu oncle Lluís I de Borbó-Condé, príncep de Condé a Jarnac el 13 de març de 1569.
Gràcies a la pau de Saint-Germain-en-Laye, pactada el 8 d'agost de 1570, s'acordà el casament d'Enric amb la princesa Margarida de Valois, filla del rei de França. Aquest matrimoni va servir per segellar la pau entre catòlics i protestants.

## Guerres de Religió
La seva mare va morir el 1572 i fou proclamat rei amb el nom d'Enric III de Navarra. Poc temps després es va produir la matança de Sant Bartomeu la nit del dissabte 23 d'agost al diumenge 24 d'agost de 1572, que fou una massacre general de protestants planificada per la reina vídua i regent del regne Caterina de Mèdici. Aquest massacre s'anticipà a la venjança dels protestants per un atemptat frustrat contra el cap militar Gaspar II de Coligny el 22 d'agost. Tot i que fou Caterina qui organitzà l'acte, el rei Carles IX en tingué coneixement i li donà el consentiment. El mateix Coligny va morir a París i Enric i Enric II de Borbó-Condé només es van salvar perquè, restant presoners, van abjurar de la seva religió calvinista. Aquests fets van provocar una revolta general dels protestants. La pau de Boulogne d'octubre del 1573 va posar final a la quarta guerra religiosa, però la cinquena va esclatar l'any següent.
El febrer de 1576 es va escapolir de la presó i va agafar altre cop les regnes dels protestants abjurant del catolicisme; es va instal·lar a Nerac. Les victòries de Condé i del duc d'Alençon obligaren al rei a signar la pau que rebé molts noms (Pau de Monsieur, Pau de Chatenoy, Pau d'Etigny-le-Sen, Pau de Beaulieu, Pau de Chateau-Landon o Pau de Loches) el 6 de maig de 1576, i va acabar amb la cinquena guerra. Però la pau va tornar a ser efímera: els catòlics van organitzar la Santa Lliga de París, constituint-se a Peronne, i poc després els estats generals de Blois van provocar el trencament de la pau, iniciant la sisena guerra que va acabar el setembre de l'any següent amb la pau de Bergerac o pau de Poitiers. La setena guerra (dita en part guerra dels Amoreaux) va esclatar el 1577, i Enric es va destacar aquí amb la conquesta de Càors; va acabar parcialment amb la pau de Nerac (1577) i la de Fleix (1578); els protestants d'Enric III de Navarra envaïren la Vall d'Aran, i arribaren fins a Salardú, d'on foren expulsats el 1577.
Va seguir una època de pau però el 10 de juny de 1584 va morir el duc d'Anjou, hereu de la corona de França, i la condició d'hereu va passar a Enric de Navarra; Els catòlics van acordar el tractat de Joinville posant-se sota protecció del rei de Castella el 1584. El 1585 el rei Enric III, sota influència de la Lliga del Bé Públic, va realitzar l'edicte de Nemours, revocant tots els privilegis als protestants. Enric de Navarra va proclamar l'aixecament general i així va esclatar la vuitena guerra, dita també Guerra dels tres Enrics per l'enfrontament entre el rei Enric III de França, per Enric III de Navarra i per Enric duc de Guisa, cap de la Lliga del bé públic. El papa Sixt V va anatemitzar Enric de Navarra i el va declarar incapaç d'ocupar el tron de França per heretge el 10 de setembre de 1585. Enric de Navarra va confiar el govern dels seus estats a la seva germana Caterina de Navarra i es va dedicar de ple a fer valer els seus drets. Va saber aliar-se a les potències protestants d'Europa pel Tractat de Magdeburg, i va obtenir la important victòria de Coutras el 20 d'octubre de 1587. El rei va començar a apartar del poder al duc de Guisa i una rebel·lió popular al seu favor va esclatar a París el 12 de maig de 1588 a l'anomenada jornada de les barricades, en la que el rei va haver de fugir de la capital; va dictar llavors l'edicte d'unió de 21 de juliol de 1588 i, davant el perill de ser enderrocat i suplantat pel duc de Guisa, en va ordenar el seu assassinat que es va portar a terme el 23 de desembre de 1588; els catòlics es van separar del rei.

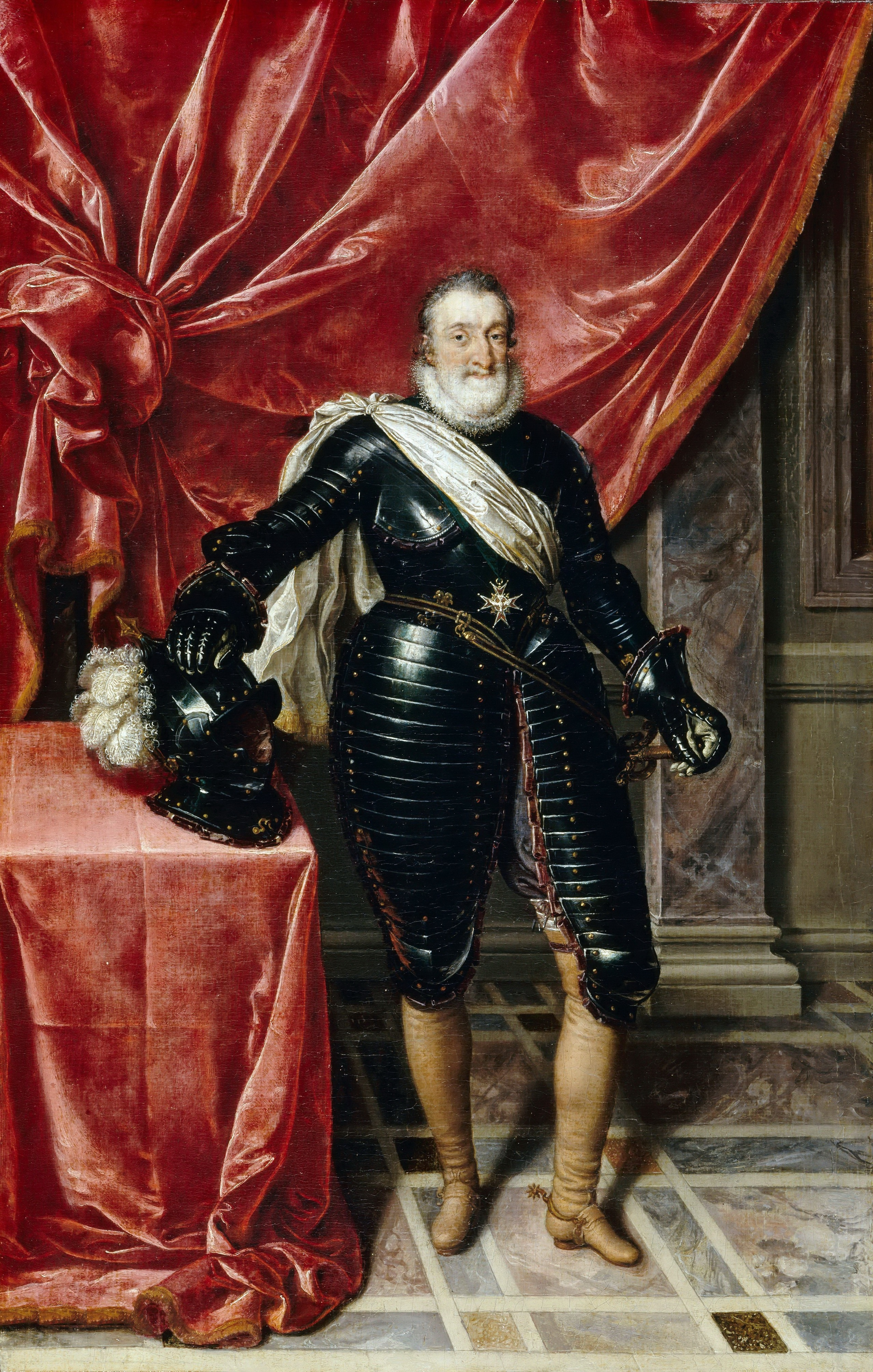
Enric IV, Rei de França i Navarra, per Frans Pourbus el jove

El 15 de gener de 1589 va morir Caterina de Mèdici a Blois i la Lliga va intentar un últim esforç depurant el Parlament d'elements monàrquics i el va fer pronunciar contra el rei, nomenant també al duc de Mayenne, germà de l'assassinat, com a nou cap de la lliga i Lloctinent General. El rei se'n va anar a Tours amb els seus fidels i el 26 d'abril es va entrevistar amb Enric de Navarra a Plessis-les-Tours i ambdós van acordar treballar plegats contra la Lliga i assetjar París que estava en les seves mans. El 30 de juliol els exèrcits units van arribar a la capital però un fanàtic catòlic, de nom Jacques Clement va assassinar el rei l'1 d'agost morint l'endemà. Aquell mateix dia Enric de Navarra fou proclamat rei com Enric IV de França. No obstant els senyor catòlics lleials al rei difunt el van abandonar i va haver de retirar-se. La lliga va proclamar rei a Carles de Borbó, com a Carles X de França (tot i que sense títol efectiu), segon fill de Lluís I de Condé, que era presoner dels protestants, i que va morir el 8 de maig de 1590. Enric va tornar a assetjar París.
En aquell moment es produí la intervenció castellana del rei Felip II de Castella. Les tropes d'Alexandre Farnesi buscaven proclamar reina a Isabel Clara Eugènia, filla de Felip II i Isabel de Valois; les victòries castellanes obliguen a Enric a aixecar un altre cop el setge de París el 22 d'agost de 1590, on van entrar els castellans el setembre però se'n van retirar el novembre. El març de 1591 Enric fou excomunicat pel Papa. La situació de la Lliga a París va esdevenir molt crítica però el maig de 1592 van tornar els castellans i van expulsar les forces que l'amenaçaven. Així es van poder reunir els Estats generals el 26 de gener de 1593 que havien d'elegir a la filla de Felip II com a reina, però els diputats no la van acceptar i el 28 de juny van decretar que cap dona ni cap estranger podria ser rei de França.

## Ascens al tron francès

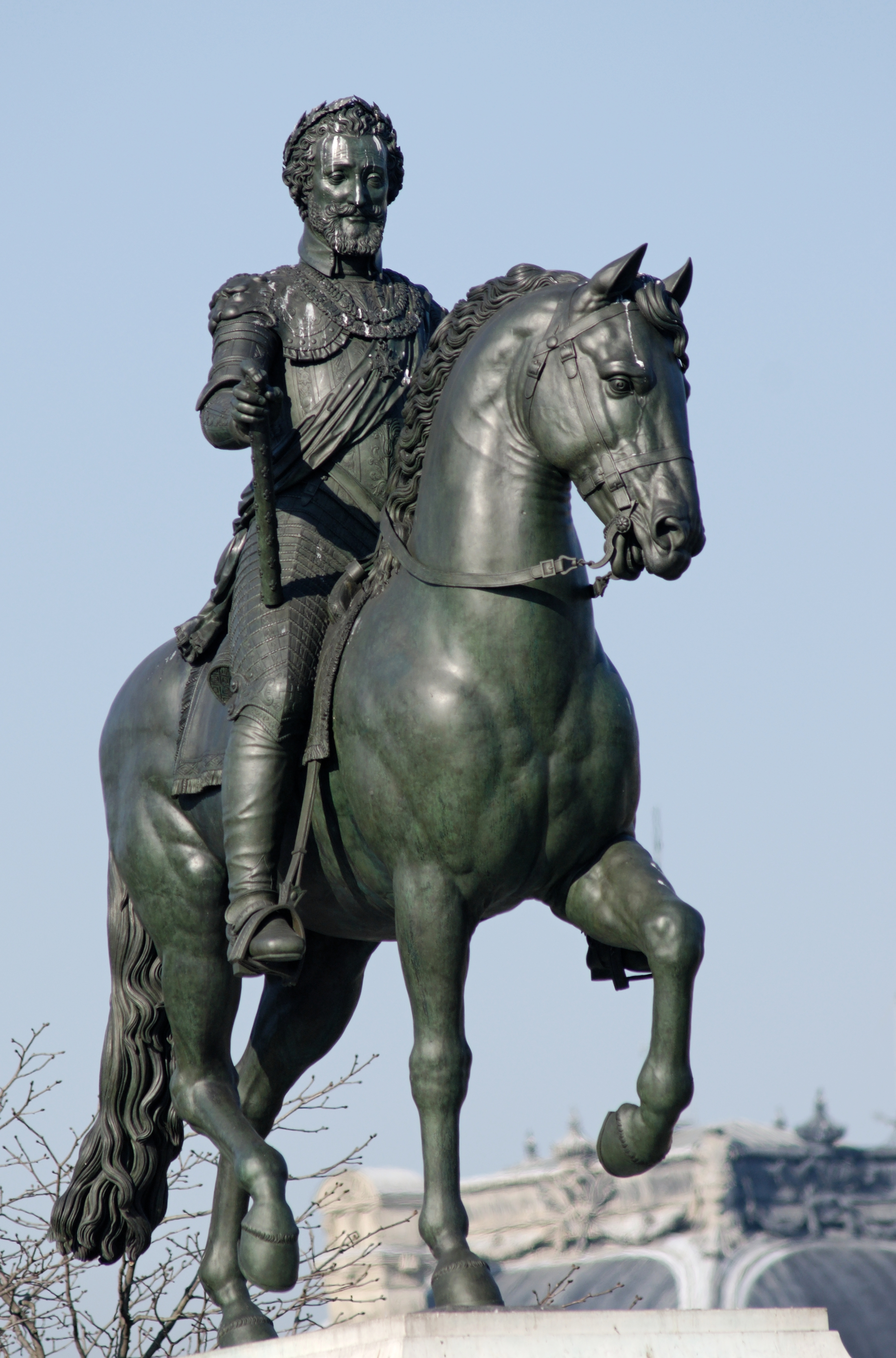
Estàtua d'Enric IV situada al Pont Neuf de París

Enric llavors va decidir capgirar la situació i convertir-se al catolicisme, cosa que va anunciar a Suresnes l'abril i que va portar a terme a la Basílica de Saint-Denis el 25 de juliol de 1593 (pronunciant la cèlebre frase: "París ben bé val una missa"). Després d'això el rei va començar a rebre submissions dels senyors catòlics sense perdre la dels protestants. El 27 de febrer de 1594 fou coronat rei a la catedral de Chartres i el 22 de març de 1594 va comprar l'entrada a París al governador de la Lliga, Brissac. El 29 de novembre es va produir la reconciliació amb el duc de Guisa, i el 27 de desembre de 1594 va sortir només ferit d'un atemptat realitzat per Jean Chatel, el qual fou executat dos dies després. El 17 de gener de 1595 Enric va declarar la guerra a Castella i va envair Luxemburg. El duc de Mayenne, cap de la Lliga, encara oferia resistència a Borgonya, i del 3 al 5 de juny de 1595 es va lliurar la batalla de Fontaine-Française en la qual Enric va sortir victoriós però que va quedar contrarestada per la victòria castellana a la batala de Doullens el 24 de juliol següent. El 17 de setembre d'aquell any el Papa va aixecar l'excomunió d'Enric i el va absoldre de tots els càrrecs. Acords amb els caps principals de la Lliga van posant fi al conflicte civil. El 13 d'abril de 1598 Enric va entrar a Nantes i en aquesta ciutat va promulgar l'Edicte de Nantes pel que s'establia la llibertat de culte i posava fi a la vuitena guerra i a les guerres de religió que havien durant quaranta anys. Va seguir la pau de Vervins amb Castella el 2 de maig de 1598.

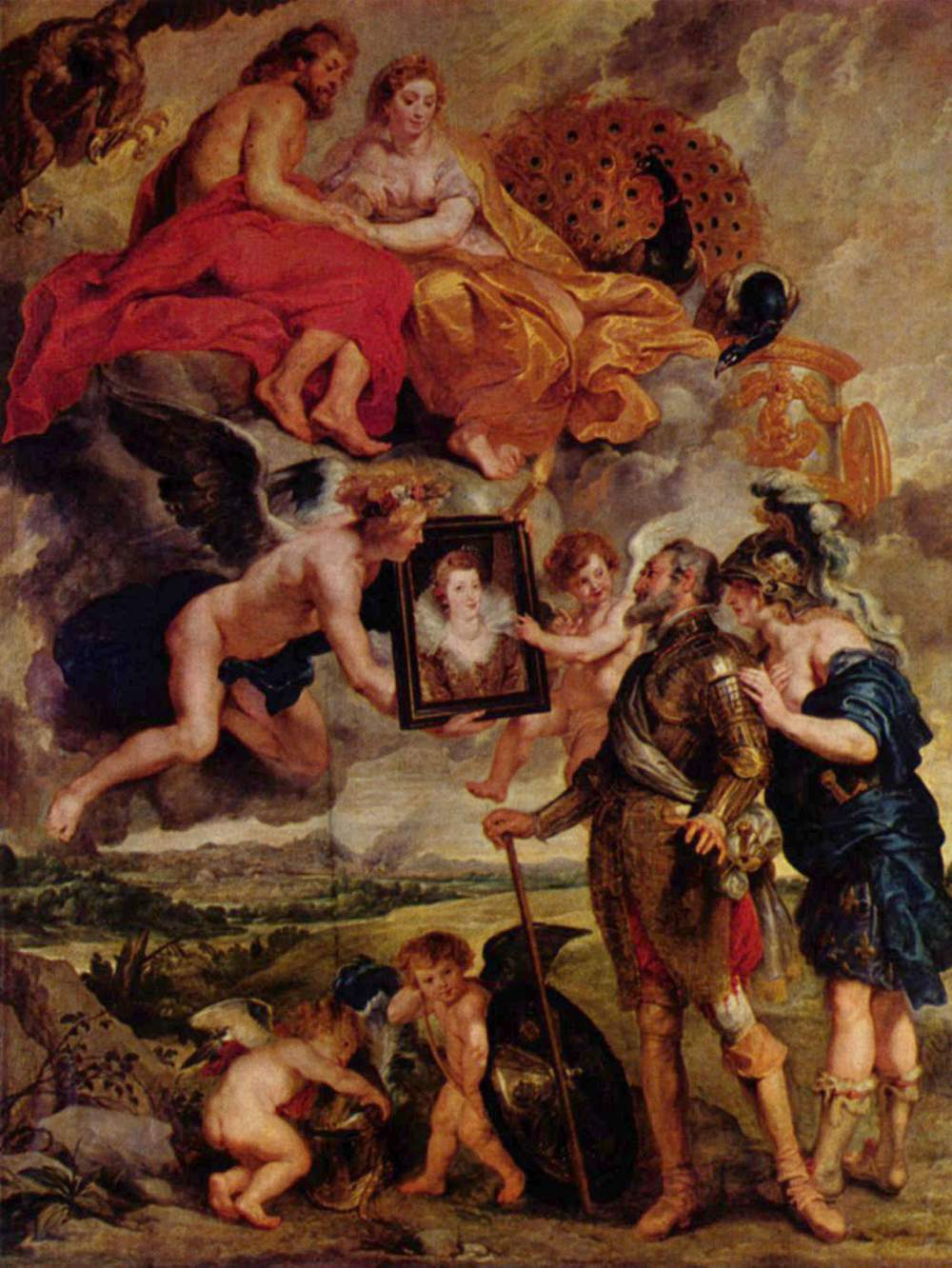
Enric IV rep el retrat de Maria de Mèdici pintura de Peter Paul Rubens (1622/25)

El 17 de desembre del 1599 el Papa va autoritzar el divorci d'Enric IV i de Margarida de Valois, de la que ja estava separat des feia quatre anys. L'any següent es va casar amb la catòlica Maria de Mèdici. El 1601 va signar la pau de Lió amb Savoia, que durant les guerres de religió s'havia apoderat d'alguns territoris, per la qual la corona va adquirir el comtat de Bresse i els territoris de Valromeu, Bugei i Gex però va haver de renunciar al marquesat de Saluzzo.
El 1607 es va declarar l'annexió a la corona del comtat de Foix i Bigorra, feus francesos. Bearn i Navarra van restar, jurídicament, entitats separades deu anys més.
El 1610 va decidir la guerra contra Àustria i Castella. Va anar precedida del Tractat de Brussol amb Savoia el 25 d'abril de 1610 pel qual ambdós estats ocuparien el Milanesat i el fill del duc de Savoia Carles Manuel es casaria amb la filla major d'Enric IV. El 13 de maig de 1610 Enric va fer coronar a la Basílica de Saint-Denis a la seva dona Maria de Mèdici. Allí mateix l'endemà, un jove fanàtic de nom Jean-Francois Ravaillac el va assassinar quan anava pel carrer amb carruatge.

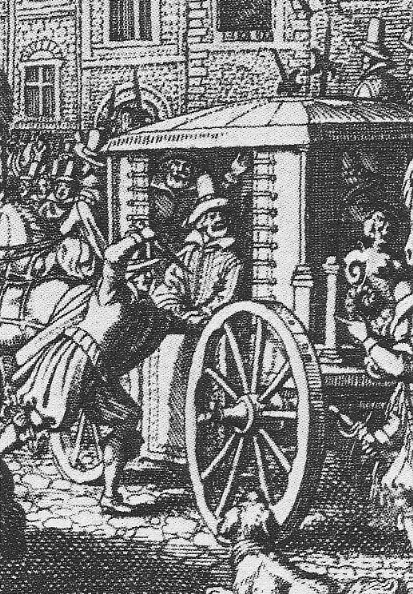
Gravat sobre l'assassinat d'Enric IV

Va ser succeït pel seu fill, Lluís XIII de França, el qual durant la minoria d'edat, fins a 1617, va estar sota la regència de la seva mare, la reina Maria de Mèdici.
Quatre anys després de la seva mort es va erigir una estàtua en el seu honor a París, durant la Revolució Francesa va ser destruïda, però va ser la primera a ser reconstruïda el 1818. El seu nom va donar força a la restauració de la monarquia a França i la peça musical Viu Enric IV fins i tot va ser usada com a himne oficial durant la restauració borbònica i encara és reivindicada per moviments monàrquics.

## Curiositat
Durant la revolució francesa els revolucionaris van profanar moltes tombes de la necropoli reial de Saint-Denis, entre elles la d'Enric IV, al qual li van tallar el cap, que va romandre en un lloc desconegut durant 220 anys. El 1919, Joseph-Emile Bourdais la va adquirir per 3 francs en una subhasta. Buordais assegurava a tothom que la relíquia era realment el cap momificat d'Enric IV, però ningú ho va creure, ni tan sols el Museu del Louvre, qui la va rebutjar. Buordais va morir, i la seva germana va custodiar la relíquia fins que la va vendre per 5.000 francs a Jacques Bellanger, qui la va mantenir oculta a casa seva. Uns periodistes, amb la col·laboració de Jean-Pierre BABELON (president de la Societat Enric IV) van aconseguir localitzar al ja jubilat Bellanger, qui, després de diversos mesos, va confessar que tenia la relíquia i va accedir a cedir-la per realitzar una investigació científica.
El crani ha estat sotmès a més de set proves per part dels investigadors forenses i s'ha pogut identificar sense necessitat de fer la prova de l'ADN atès que estava molt ben embalsamat identificant entre altres un forat d'arracada, la forma dels nas i pòmuls, etc.
S'ha fet una cerimònia de restitució enterrant el crani amb la resta del cos a la tomba de la Basílica de Saint-Denis, acte al qual va assistir el seu descendent Lluis Alfons de Borbó y Martínez-Bordiú.

## Núpcies i descendents
El 18 d'agost de 1572 es casà a París amb Margarida de Valois, filla del rei Enric II de França i germana de Francesc I, Carles IX i Enric III, Aquest matrimoni fou dissolt el 1599 sense tenir descendència.
El 17 de desembre de 1600 es casà a Lió amb Maria de Mèdici, filla de Francesc I de Mèdici. D'aquest matrimoni nasqueren:
- el príncep Lluís XIII de França (1601-1643), rei de França
- la princesa Isabel de Borbó (1602-1644), casada el 1615 amb Felip IV de Castella
- la princesa Cristina de França (1606-1663), casada el 1619 amb Víctor Amadeu I de Savoia
- el príncep Nicolau-Enric de França (1607-1611)
- el príncep Gastó Joan Baptista de França (1608-1660), duc d'Orleans
- la princesa Enriqueta Maria de França (1609-1669), casada el 1625 amb Carles I d'Anglaterra

Tingué diversos fills il·legítims, entre ells:
- Cèsar de França (1594-1665), duc de Vendôme (tot i néixer il·legítim, el legitimà el 1595)

El va succeir el seu fill Lluís XIII de França de 13 anys, sota regència de Maria de Mèdici.